# لمارا
لمارا یک بخش اداری در شهرستان آروشا از توابع استان آروشا در کشور تانزانیا می باشد . بر پایه نتایج سرشماری عمومی نفوس و مسکن که در سال ۲۰۰۲ توسط دولت تانزانیا انجام شد جمعیت این بخش بالغ بر ۱۱٬۷۶۶ نفر اعلام شده‌است.